# Campeonato Asiático de Atletismo de 2023 - Salto em altura masculino
A prova do salto em altura masculino do Campeonato Asiático de Atletismo de 2023 foi disputada no dia 15 de julho de 2023, no Estádio Nacional, em Banguecoque, na Tailândia.

## Recordes
Antes desta competição, os recordes mundiais e do campeonato nesta prova eram os seguintes:
|                       | Nome               | Nacionalidade | Altura  | Local     | Data                  |
| --------------------- | ------------------ | ------------- | ------- | --------- | --------------------- |
| Recorde mundial       | Javier Sotomayor   | Cuba          | 2m 45cm | Salamanca | 27 de julho de 1993   |
| Recorde do campeonato | Mutaz Essa Barshim | Catar         | 2m 35cm | Kobe      | 9 de julho de 2011    |
| Recorde asiático      | Mutaz Essa Barshim | Catar         | 2m 43cm | Bruxelas  | 5 de setembro de 2014 |

## Medalhistas
| Ouro                 | Prata                      | Bronze              |
| Woo Sang-hyeok (KOR) | Sarvesh Anil Kushare (IND) | Tawan Kaeodem (THA) |

## Cronograma
Todos os horários são locais (UTC+7)
| Data        | Hora  | Evento |
| ----------- | ----- | ------ |
| 15 de julho | 16:20 | Final  |

## Resultado final
A final ocorreu no dia 15 de julho às 16:20.
| Posição           | Atleta                | Nacionalidade | 1.95 | 2.05 | 2.10 | 2.15 | 2.19 | 2.23 | 2.26 | 2.28 | 2.33 | Resultados | Notas |
| ----------------- | --------------------- | ------------- | ---- | ---- | ---- | ---- | ---- | ---- | ---- | ---- | ---- | ---------- | ----- |
| Medalha de ouro   | Woo Sang-hyeok        | Coreia do Sul | –    | –    | –    | o    | o    | o    | o    | o    | xxx  | 2.28       |       |
| Medalha de prata  | Sarvesh Anil Kushare  | Índia         | –    | o    | o    | o    | o    | o    | xo   | xxx  |      | 2.26       |       |
| Medalha de bronze | Tawan Kaeodem         | Tailândia     | –    | o    | o    | o    | xo   | o    | xo   | xxx  |      | 2.26       |       |
| 4                 | Naoto Hasegawa        | Japão         | –    | –    | o    | o    | xo   | xo   | xxx  |      |      | 2.23       |       |
| 5                 | Ryoichi Akamatsu      | Japão         | –    | –    | –    | o    | xo   | xxo  | xxx  |      |      | 2.23       |       |
| 6                 | Fu Chao-hsuan         | Taipé Chinesa | –    | –    | o    | o    | o    | xxx  |      |      |      | 2.19       |       |
| 7                 | Tejaswin Shankar      | Índia         | –    | xxo  | o    | xxx  |      |      |      |      |      | 2.10       |       |
| 8                 | Michael John Kennelly | Hong Kong     | xo   | xo   | xxx  |      |      |      |      |      |      | 2.05       |       |
| 9                 | Saksit Sitthichai     | Tailândia     | xxx  |      |      |      |      |      |      |      |      | NM         |       |

Legenda
| Recorde mundial       | Recorde mundial (World record)               |                       | Recorde africano                      | Recorde africano (African) |                                           | Q | Classificado por posição (Qualified) |
| Recorde do campeonato | Recorde do campeonato (Championship record)  | Recorde da América    | Recorde da América (Americas)         | q                          | Classificado por melhor tempo (Qualified) |   |                                      |
| Melhor marca do ano   | Melhor marca do ano (World leading)          | Recorde asiático      | Recorde asiático (Asian)              | DNS                        | Não largou (Did not start)                |   |                                      |
| Recorde nacional      | Recorde nacional (National record)           | Recorde europeu       | Recorde europeu (European)            | DNF                        | Não terminou (Did not finish)             |   |                                      |
| Recorde pessoal       | Recorde pessoal do atleta (Personal best)    | Recorde da Oceania    | Recorde da Oceania (Oceania)          | DSQ / DQ                   | Desclassificado (Disqualified)            |   |                                      |
| Recorde da temporada  | Recorde da temporada do atleta (Season best) | Recorde sul-americano | Recorde sul-americano (South America) | NM                         | Sem marca (No mark)                       |   |                                      |